# ISO 3166-2:GY

Regionen in Guyana

Die Liste der ISO-3166-2-Codes für  Guyana enthält die Codes für die zehn Regionen.

Die Codes bestehen aus zwei Teilen, die durch einen Bindestrich voneinander getrennt sind. Der erste Teil gibt den Landescode gemäß ISO 3166-1 (für  Guyana GY), der zweite den Code für die Region wieder.
Die aktuellen Codes stehen auf der Seite der ISO unter #iso:code:3166:GY zur Verfügung.

| Region                          | Code  |
| ------------------------------- | ----- |
| Barima-Waini                    | GY-BA |
| Cuyuni-Mazaruni                 | GY-CU |
| Demerara-Mahaica                | GY-DE |
| East Berbice-Corentyne          | GY-EB |
| Essequibo Islands-West Demerara | GY-ES |
| Mahaica-Berbice                 | GY-MA |
| Pomeroon-Supenaam               | GY-PM |
| Potaro-Siparuni                 | GY-PT |
| Upper Demerara-Berbice          | GY-UD |
| Upper Takutu-Upper Essequibo    | GY-UT |